# Abgar VIII
Abgar VIII de Edessa, também conhecido como Abgar, o Grande, foi um rei assírio de Osroena. 
Ele é lembrado principalmente por sua alegada conversão ao Cristianismo em aproximadamente 200 dC 
Assim que morreu, em 212 dC, ele foi sucedido por seu filho Abgar IX, de sobrenome Severus, seguindo uma moda romana de então. Porém, Abgar Severus tenha sido convocado com seu filho até Roma em 213 dC e assassinado por ordem do imperador romano Caracala, que um ano depois encerrou a independência de Osroena e incorporou o país como uma província no Império Romano.